# 数字譜
数字譜（すうじふ）は文字譜の一種である。アラビア数字を音名（音名・階名表記）に用いる。

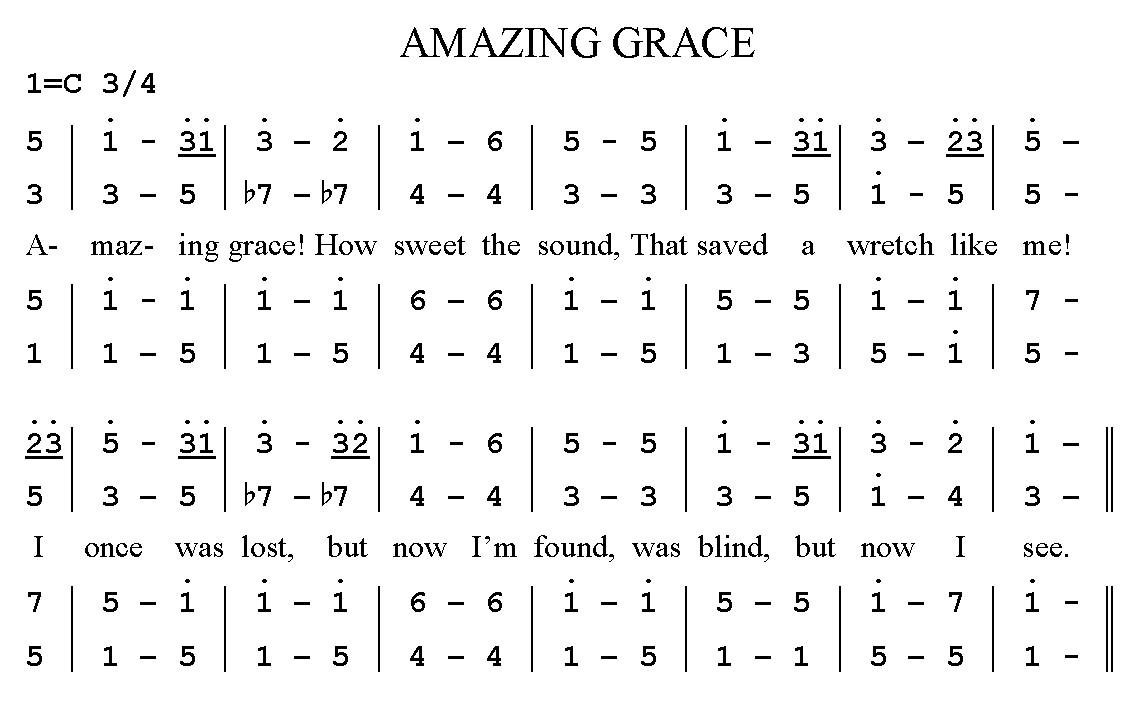
アメイジング・グレイスの数字譜。

1234567がドレミファソラシに相当し、休符を0で表現する。五線譜の音符に付記される。
五線譜に付記しない場合には、音域を区別をするために、低音域は数字の下に・を、高音域は数字の上に・を書く。
音符の種類を表現するために、数字の上に八分音符や十六分音符の旗に相当する－や＝を表記したり、数字を二分音符に相当する○で囲む。
数字譜の長所は、五線紙など専用の用紙を必要としないことが挙げられる。その反面、数字譜の欠点としては、和声やポリフォニー(多声部音楽)などを記す場合は、五線譜より読みづらくなる。これは数字譜を含む文字譜全体に言えることでもある。
日本では明治から昭和前期までは、五線譜よりむしろ数字譜のほうが普及していた。現在でも一部の楽器、例えば大正琴や複音ハーモニカ、二胡の楽譜は数字譜のものが多い。

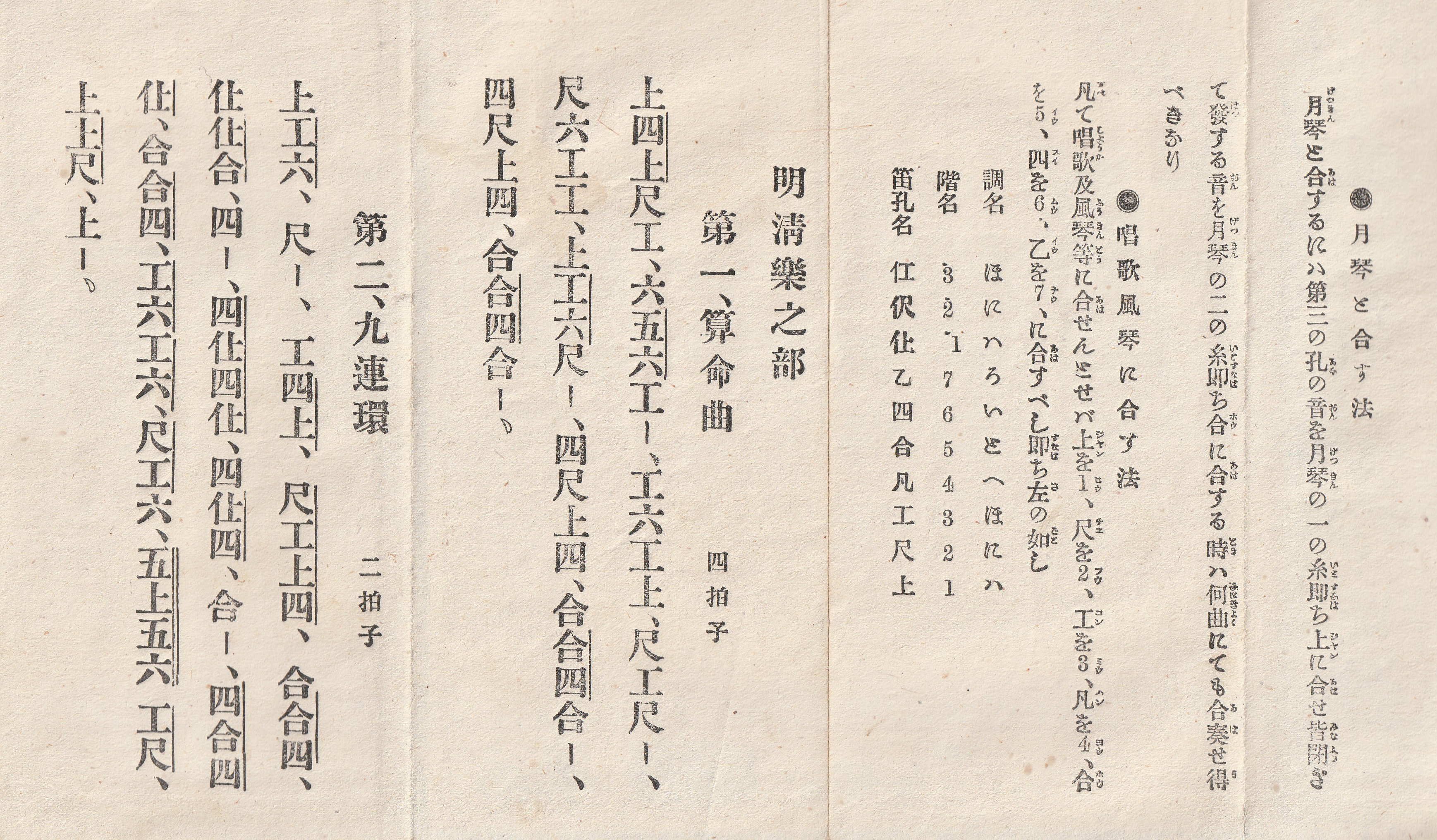
『明笛清笛独稽古』1893年より。「ドレミファ･･･」(ドレミ唱法)のそれぞれにあたる音階名を、工尺譜「上尺工凡･･･」、数字譜「1(ひ)2(ふ)3(み)4(よ)･･･」、かな譜「ハニホヘ･･･」を並べて表記している。明治中期まで日本人はドレミ唱法を知らなかった。日本の小学校の初等教育に「ドレミ唱法」が導入されたのは明治の末、20世紀に入ってからである。

中国へは、数字譜は西欧から直接伝わり、または近代の日本を経て広まったともいわれている。現在の日本や欧米諸国では、五線譜が一般に使われていて、数字譜はほとんどみかけない。しかし中国では、近代以前から西洋の数字譜と似た発想の工尺譜という記譜法が普及していたことも多少影響してか、今日でも五線譜より数字譜(中国語では「簡譜」と言う)の方が大多数であり（例：賛美詩・新編）、最近は海外との接触が進むに連れて大変徐々にではあるが五線譜も使われてきている。
オンライン数字譜:
インターネットの導入後、単純な ascii 文字で入力できるように、数字譜より簡単になった。 たとえば、Amazing Grace の最初のスタンザは次のように転写できる。
/ 005 //
/ 1'0(3'1') / 3'02' / 1'06 / 505 //
/ 1'0(3'1') / 3'0(2'3') / 5'00 / 00(2'3') //
/ 5'0(3'1') / 3'0(3'2') / 1'06 / 505 //
/ 1'0(3'1') / 3'02' / 1'00! / 000 //